# Matang Hu
Matang Hu (kinesiska: 麻塘湖) är en sjö i Kina. Den ligger i provinsen Anhui, i den östra delen av landet, omkring 170 kilometer söder om provinshuvudstaden Hefei. Matang Hu ligger 14 meter över havet. Arean är 7,4 kvadratkilometer. Trakten runt Matang Hu består till största delen av jordbruksmark. Den sträcker sig 4,0 kilometer i nord-sydlig riktning, och 6,0 kilometer i öst-västlig riktning.
Genomsnittlig årsnederbörd är 2 045 millimeter. Den regnigaste månaden är maj, med i genomsnitt 323 mm nederbörd, och den torraste är januari, med 56 mm nederbörd.